# 風早実種
風早実種（かざはや さねたね、寛永9年（1632年）8月17日 - 宝永7年（1710年）12月24日）は、江戸時代前期の公卿。
姉小路公景の子で、風早家の始祖。茶道を千宗旦、香道を烏丸光広に学び、風早流を興した。

## 官歴
- 正保2年（1645年）：従五位上、左京大夫
- 慶安2年（1649年）：正五位下
- 承応3年（1654年）：従四位下
- 万治元年（1658年）：従四位上
- 寛文2年（1662年）：正四位下
- 寛文6年（1666年）：従三位
- 寛文12年（1672年）：正三位
- 延宝2年（1674年）：参議
- 天和元年（1681年）：従二位
- 元禄12年（1699年）：権中納言
- 元禄14年（1701年）：正二位

## 系譜
- 父：姉小路公景
- 母：西洞院時慶の娘
- 兄：姉小路実道
- 弟：阿野実富
- 弟：大宮実勝
- 子：風早公長